# Ramón García
Ramón García Hernando, más conocido popularmente como Ramontxu (Bilbao, 28 de noviembre de 1961), es un presentador, locutor y disc jockey español.

## Trayectoria profesional
El inicio de su carrera fue en la radio, tras presentarse en noviembre de 1983 a un concurso de disc-jockeys convocado por la Cadena SER en Vizcaya. Más tarde, trabaja entre febrero de 1984 a 1986 en Los 40 Bilbao, donde debuta con el programa Pequeños principales y en Radio Euskadi (EITB Media) entre 1986 y 1989 donde presenta varios programas musicales, colabora en otros y participa en el proceso creativo de programas como Txorromorropikotalloke y La merienda. Pero es en el año 1989 cuando da el salto a la pequeña pantalla en ETB para primero colaborar en Txaskarrillo, después coordina Adivina quien viene esta noche y finalmente presenta Tal para cual.
En 1990 debuta en una televisión nacional, en Antena 3, para presentar el concurso La ruleta de la fortuna. 
En 1991 aterriza en TVE en el programa No te rías, que es peor. En TVE ha sido presentador de diversos programas de entretenimiento como ¿Qué apostamos? (1993-2000), Cuando calienta el Sol (1995), Grand Prix del verano (1996-2005), La llamada de la suerte (1998), Peque Prix (1998-2000), Todo en familia (1999-2001) o Un domingo cualquiera (2003-2004) entre otros.
Durante 20 años ha sido también el anfitrión en las campanadas de fin de año, 15 veces en TVE, 2 veces en Antena 3, una vez en los perfiles en redes sociales de Estrella Galicia (Twitter, YouTube y Facebook) y otras dos en Twitch. 
Ha conseguido el premio TP de Oro por su trabajo en el programa Tal para cual de ETB en 1989 y por su trayectoria profesional en 2001. A este galardón también ha estado nominado en la categoría de Mejor Presentador en las ediciones de 1995, 1996, 1997, 1998, 1999 y 2003. El programa ¿Qué apostamos? también ha obtenido el premio TP de Oro al mejor concurso en 1995 y 1997. En 2002 se le concedió la Antena de Oro de televisión. Es miembro fundador de la Academia de Televisión y de las Ciencias y Artes del Audiovisual de España.
En 2004 se incorpora a Punto Radio para presentar el magacín dominical Punto en boca. A partir de septiembre de 2006 presenta La tarde de Ramón García de 16:00 a 19:00. En 2008 se pone al frente de Siempre en domingo y en 2009 asume la dirección y presentación de la versión de fin de semana de Protagonistas. En 2007 recibe el premio Micrófono de Oro, concedido por su trabajo en Punto Radio.
Ese mismo año y tras 16 años en TVE, ficha por Antena 3 para presentar el concurso ¿Sabes más que un niño de primaria?, que consiguió buenos datos de audiencia coincidiendo con la programación estival. En febrero de 2009, Antena 3 le pone al frente del concurso Rico al instante.
En 2011, Punto Radio decide no renovar el contrato a Ramón García. De esta forma, la emisora despide al presentador que capitaneaba el matinal Protagonistas en su edición de fin de semana, que según el último EGM era el programa de la emisora con más oyentes. Tras esta decisión, ficha por la COPE para presentar Así son las mañanas en la desconexión para Madrid. Ha sido galardonado con el premio al mejor presentador de programas en la edición de 2011 de los premios de la Academia de las Artes y las Ciencias Radiofónicas de España. A partir de la temporada 2012-13 pasa a presentar en COPE el programa vespertino La tarde de Cope.
En 2012 regresa a La 1 con el concurso ¿Conoces España? y en 2014 regresa de nuevo a TVE para presentar en Nochebuena Parte de tu vida y en Nochevieja las campanadas de fin de año. En 2015 presenta un nuevo concurso para TVE, llamado El legado (versión española del juego italiano "L'eredità"), donde 6 concursantes eran enfrentados a diferentes pruebas hasta quedar uno. En julio de ese mismo año concluye su etapa al frente del programa vespertino de COPE La tarde de Cope.
El 30 de mayo de 2016 inicia una nueva etapa profesional en CMM TV poniéndose al frente del espacio vespertino En compañía. En octubre de 2017 recibe el Premio Iris de la Academia de la Televisión al mejor presentador autonómico por su trabajo en el programa En compañía de CMM TV. En marzo de 2019 estrena el programa Gente maravillosa en CMM TV. En marzo de 2020 se pone al frente del programa Un año de tu vida en CMM TV.
Desde verano de 2023, —18 años después de la última edición que presentó— se vuelve a poner al frente de Grand Prix del verano en La 1 de Televisión Españolay en Nochevieja de 2023 vuelve a presentar las campanadas de fin de año en RTVE, junto con Ana Mena y Jennifer Hermoso.

## Filmografía

### Televisión
| Año                                                     | Programa                                                                            | Canal | Número de episodios | Dirección                                                                                     | Producción                                                                 | Notas |
| ------------------------------------------------------- | ----------------------------------------------------------------------------------- | --- | ------------------- | --------------------------------------------------------------------------------------------- | -------------------------------------------------------------------------- | --- |
| 2023                                                    | Plano general                                                                       | La 2 | 1                   | Jenaro Castro                                                                                 | RTVE                                                                       | Invitado. Presentado por Jenaro Castro. |
| 2023-2024                                               | RTVE Responde                                                                       | La 2 | 2                   | María Escario                                                                                 | RTVE                                                                       | Invitado. Presentado por María Escario. |
| 2023                                                    | José Mota Live Show                                                                 | La 1 | 1                   | Joaquín Zamora y José Mota                                                                    | Producciones Nueva Línea para RTVE                                         | Invitado. Presentado por José Mota. |
| 2023                                                    | Días de tele                                                                        | La 1 | 1                   | Carolina Bilder                                                                               | RTVE y Lacoproductora                                                      | Invitado. Presentado por Julia Otero. |
| 2021                                                    | 20 Navidades contigo                                                                | CMM TV | 1                   | Guillermo Garrigós                                                                            | Indalo y media                                                             | Gala. Presentador con Gloria Santoro, Raquel Martín Menor, Alfonso Hevia y Julia Rubio |
| 2021                                                    | Veinte conmigo                                                                      | CMM TV | 1                   | Eva Pérez                                                                                     | Happy Ending                                                               | Invitado. Presentado por Irma Soriano |
| 2021                                                    | La Roca                                                                             | La Sexta | 1                   | Alberto del Pozo                                                                              | Cuarzo Producciones                                                        | Invitado con Ana Milán y Mónica Oltra. Presentado por Nuria Roca |
| 2021                                                    | El hormiguero                                                                       | Antena 3 y Antena 3 Internacional | 1                   | Pablo Motos y Jorge Salvador                                                                  | 7 y acción                                                                 | Invitado. Presentado por Pablo Motos |
| 2020                                                    | Un año de tu vida                                                                   | CMM TV y Telemadrid | 12                  | Alberto del Pozo                                                                              | Happy Ending                                                               | Presentador |
| 2019                                                    | Lazos de sangre                                                                     | La 1 | 1                   | Carmen Delgado                                                                                | Tesseo Producciones                                                        | Invitado en el capítulo y el debate del programa dedicados a Ana Obregón |
| 2019                                                    | Gente maravillosa                                                                   | CMM TV | 13                  | Alberto del Pozo                                                                              | Happy Ending                                                               | Presentador con Esther Ibáñez |
| 2017-2018; 2020 y 2022                                  | Nos gusta la Navidad                                                                | CMM TV | 4                   | Guillermo Garrigós                                                                            | Indalo y media                                                             | Gala. Presentador con Juncal Rivero (2017), Patricia Betancort (2018), Julia Rubio (2018 y 2022), Alfonso Hevia (2018 y 2022), Raquel Martín Menor (2018, 2020 y 2022) y Gloria Santoro (2018, 2020 y 2022) |
| 2016                                                    | 15 Navidades contigo                                                                | CMM TV | 1                   | Guillermo Garrigós                                                                            | Indalo y media                                                             | Gala. Presentador con Teresa Viejo, Alicia Senovilla, Poty Castillo, Irma Soriano, Jorge Jaramillo, Ángel Sánchez-Crespo, Julia Rubio, Alfonso Hevia, Sonia González, Gloria Santoro, Raquel Martín Menor, Esperanza Santos, Mariló Leal y Juncal Rivero |
| 2016                                                    | MasterChef Celebrity España                                                         | La 1 | 1                   | Hugo Tomás                                                                                    | Shine Iberia                                                               | Invitado. Presentado por Eva González |
| 2016-presente                                           | En compañía                                                                         | CMM TV | + 1.900             | Pedro Collado y Noelia Alcántara                                                              | Indalo y media                                                             | Presentador con Rosa de la Peña, Juncal Rivero, Patricia Betancort, Raquel Martín Menor y Gloria Santoro |
| 2016                                                    | Estando contigo                                                                     | CMM TV | 1                   | Vicente Serrano                                                                               | Castilla-La Mancha Media                                                   | Invitado. Presentado por Alfonso Hevia y Julia Rubio |
| 2016 y 2018                                             | Menuda noche                                                                        | Canal Sur Televisión y Canal Sur Andalucía | 2                   | Raúl Esquinardo                                                                               | ZZJ e Indalo y media                                                       | Invitado. Presentado por Juan y Medio, Natalia y María Espejo |
| 2016, 2020 y 2021                                       | Ochéntame (2016 y 2020) / Novéntame otra vez (2021)                                 | La 1 y TVE Internacional | 3                   | Jordi Barrachina, Paloma Concejero, Irene Arzuaga y Javier Martín Gaitero                     | Ganga Producciones                                                         | Invitado |
| 2015                                                    | En la tuya o en la mía                                                              | La 1 y TVE Internacional | 1                   | Pablo Carrasco                                                                                | Proamagna                                                                  | Invitado con Anne Igartiburu. Presentado por Bertín Osborne |
| 2015                                                    | Enciende tu Navidad                                                                 | La 1 y TVE Internacional | 1                   | Javier Caballé Bordes                                                                         | Europroducciones                                                           | Gala. Presentador con Jota Abril y Elisa Mouliaá |
| 2015                                                    | Amigas y conocidas                                                                  | La 1 y TVE Internacional | 1                   | Alberto Maeso                                                                                 | RTVE                                                                       | Invitado. Presentado por Inés Ballester |
| 2015                                                    | El legado                                                                           | La 1 | 20                  | Álvaro Santamaría                                                                             | Magnolia                                                                   | Presentador |
| 2013, 2017 y 2023                                       | D Corazón                                                                           | La 1 y TVE Internacional | 3                   | Carmina Jaro                                                                                  | RTVE                                                                       | Intervención. Presentado por Elena S. Sánchez y Anne Igartiburu |
| 2012                                                    | Entrevista a la carta                                                               | La 1 | 1                   | Elena Gómez                                                                                   | La Cometa TV y Telefónica                                                  | Intervención. Presentado por Julia Otero |
| 2012                                                    | ¿Conoces España?                                                                    | La 1 | 20                  | Luis Gil                                                                                      | Telefónica, Globomedia y RTVE                                              | Presentador |
| 2009                                                    | Esta casa era una ruina                                                             | Antena 3 | 1                   | –                                                                                             | Zeppelin TV                                                                | Presentado por Jorge Fernández. Invitado con Angy Fernández, Maxi Iglesias, Adam Jezierski y Gonzalo Ramos |
| 2009                                                    | Rico al instante                                                                    | Antena 3 | –                   | –                                                                                             | Mediapro                                                                   | Presentador |
| 2009                                                    | Saturday Night Live                                                                 | Cuatro | 1                   | Joaquín Zamora                                                                                | Globomedia                                                                 | Invitado con Paco León y Manolo García. Presentado por Eva Hache, Yolanda Ramos, Secun de la Rosa, Edu Soto y Gorka Otxoa |
| 2008                                                    | Que 30 años no es nada                                                              | La Sexta | 1                   | –                                                                                             | Globomedia                                                                 | Intervención. Documental presentado por Helena Resano |
| 2007                                                    | Espejo público                                                                      | Antena 3 | 1                   | Julio Nieto                                                                                   | Grupo Antena 3                                                             | Invitado. Presentado por Susanna Griso |
| 2007-2008                                               | ¿Sabes más que un niño de primaria?                                                 | Antena 3 | 29                  | –                                                                                             | Globomedia                                                                 | Presentador |
| 2007                                                    | La tele de tu vida                                                                  | La 1 | 1                   | Francisco Quintanar                                                                           | RTVE                                                                       | Intervención. Presentado por Jesús Hermida |
| 2006                                                    | La televisión cumple contigo (Gala 50.° aniversario de TVE)                         | La 1 | 1                   | Joan Baqués, Gloria Galiano y Jordi Vives                                                     | Gestmusic                                                                  | Invitado. Presentado por Laura Valenzuela, Anne Igartiburu y Paula Vázquez |
| 2006                                                    | Las 50 imágenes de nuestra vida                                                     | La 1 | 1                   | Jesús Hermida                                                                                 | RTVE                                                                       | Intervención. Presentado por Jesús Hermida |
| 2006                                                    | Soy el que más sabe de televisión del mundo                                         | Cuatro | 1                   | –                                                                                             | Boomerang TV                                                               | Intervención. Presentado por Nico Abad |
| 2005                                                    | 50 y más                                                                            | La 1 | 1                   | Lisardo García                                                                                | RTVE                                                                       | Intervención. Presentado por Cristina Villanueva |
| 2005                                                    | Gala de La Rioja 2005                                                               | La 1 | 1                   | –                                                                                             | –                                                                          | Presentador con Eva González |
| 2004                                                    | Contigo                                                                             | La 1 | 1                   | –                                                                                             | –                                                                          | Gala. Presentador con Raffaella Carrà y Loles León |
| 2003                                                    | 30 veces 31                                                                         | La 1 | 1                   | Belén Molinero                                                                                | RTVE                                                                       | Invitado. Presentado por José María Íñigo, Llum Barrera y Óscar Martínez |
| 2003-2004                                               | Un domingo cualquiera                                                               | La 1 | 24                  | Ricardo Sánchez Montero                                                                       | Europroducciones                                                           | Presentador |
| 2003                                                    | Gala de presentación de la programación de TVE para 2003-2004                       | La 1 | 1                   | –                                                                                             | –                                                                          | Presentador con Florentino Fernández |
| 2003                                                    | Gala de La Rioja 2003                                                               | La 1 | 1                   | –                                                                                             | –                                                                          | Presentador con Ana García Lozano |
| 2003                                                    | Especial de Nochevieja de 2002: Con La Primera al 2003                              | La 1 | 1                   | José Luis Moreno                                                                              | Miramón Mendi                                                              | Gala. Presentador con Mabel Lozano, María José Suárez y Juan y Medio |
| 2002                                                    | Gala de presentación de la programación de TVE para 2002-2003                       | La 1 | 1                   | –                                                                                             | RTVE                                                                       | Presentador con Paloma Lago |
| 2002                                                    | Gala Warner Bros Park                                                               | La 1 | 1                   | José Esteban Pérez                                                                            | RTVE                                                                       | Presentador con Hugo de Campos |
| 2002                                                    | Premios ATV 2001                                                                    | La 1 | 1                   | –                                                                                             | Academia de Televisión y de las Ciencias y Artes del Audiovisual de España | Gala. Presentador con Anabel Alonso y Ana Obregón |
| 2002                                                    | El gladiador                                                                        | La 1 | 50                  | Francesco Boserman                                                                            | Europroducciones                                                           | Presentador |
| 2002                                                    | Gala TP de Oro 2001                                                                 | Antena 3 | 1                   | –                                                                                             | –                                                                          | Invitado. Gala presentada por Silvia Jato y Antonio Hidalgo |
| 2002                                                    | Especial de Nochevieja de 2001: Con La Primera al 2002                              | La 1 | 1                   | José Luis Moreno                                                                              | Miramón Mendi                                                              | Gala. Presentador con Mabel Lozano, Juncal Rivero y Juan y Medio |
| 2001                                                    | Gala de presentación de la programación de TVE para 2001-2002                       | La 1 | 1                   | Pilar Tabares                                                                                 | RTVE                                                                       | Presentador |
| 2001                                                    | Gala TP de Oro 2000                                                                 | La 1 | 1                   | –                                                                                             | –                                                                          | Gala. Presentador con Paz Padilla |
| 2001                                                    | Especial de Nochevieja de 2000: Con La Primera al 2001                              | La 1 | 1                   | José Luis Moreno                                                                              | Miramón Mendi                                                              | Gala. Presentador con Andoni Ferreño, Mabel Lozano y Juncal Rivero |
| 2000                                                    | Gala de presentación de la programación de TVE para 2000-2001                       | La 1 | 1                   | –                                                                                             | RTVE                                                                       | Presentador |
| 2000                                                    | Premios ATV 1999                                                                    | Antena 3 | 1                   | –                                                                                             | Academia de Televisión y de las Ciencias y Artes del Audiovisual de España | Invitado. Gala presentada por Concha Velasco |
| 2000                                                    | Gala TP de Oro 1999                                                                 | Telecinco | 1                   | Hugo Stuven                                                                                   | –                                                                          | Invitado. Gala presentada por Paula Vázquez, Jordi Estadella y Boris Izaguirre |
| 2000                                                    | Especial de Nochevieja de 1999: Con La Primera al 2000                              | La 1 | 1                   | José Luis Moreno                                                                              | Miramón Mendi                                                              | Gala. Presentador con Nuria Roca, Andoni Ferreño y Mabel Lozano |
| 1999                                                    | El gran concurso del siglo                                                          | La 1 | 11                  | Francesco Boserman                                                                            | Europroducciones                                                           | Presentador con Valeria Mazza |
| 1999                                                    | TVE está en tu vida (Gala de presentación de la programación de TVE para 1999-2000) | La 1 | 1                   | –                                                                                             | RTVE                                                                       | Presentador con Antonio Resines |
| 1999                                                    | Premios ATV 1998                                                                    | La 1 | 1                   | Pedro Erquicia                                                                                | Academia de Televisión y de las Ciencias y Artes del Audiovisual de España | Invitado. Gala presentada por Lydia Bosch y Toni Cantó |
| 1999-2001                                               | Todo en familia                                                                     | La 1 | 29                  | Francesco Boserman                                                                            | Europroducciones                                                           | Presentador |
| 1999                                                    | Especial de Nochevieja de 1998: Feliz 99                                            | La 1 | 1                   | José Luis Moreno                                                                              | Miramón Mendi                                                              | Gala. Presentador con Norma Duval, Andoni Ferreño y Nuria Roca |
| 1998                                                    | Entre Morancos y Omaitas                                                            | La 1 | 1                   | César y Jorge Cadaval                                                                         | RTVE y Distar Producciones                                                 | Invitado. Presentado por Los Morancos |
| 1998                                                    | De todo para todos (Gala de presentación de la programación de TVE para 1998-1999)  | La 1 | 1                   | –                                                                                             | RTVE                                                                       | Presentado por Carmen Maura y Antonio Resines |
| 1998-2000                                               | Peque Prix                                                                          | La 1 | 71                  | La Fragua                                                                                     | Europroducciones                                                           | Intervenciones a través de sketches como el profesor García. Presentado por Miriam Domínguez, Pilar Soto y Carlos Castel (1998-1999) y por Andrés Caparrós, Esther Bizcarrondo y Patricia Gallo (1999-2000) |
| 1998                                                    | La llamada de la suerte                                                             | La 1 | 14                  | La Fragua                                                                                     | Europroducciones y Globomedia                                              | Presentador con Melba Ruffo y Concha Galán |
| 1998                                                    | Especial de Nochevieja de 1997: Seguimos siendo La Primera                          | La 1 | 1                   | José Luis Moreno                                                                              | Miramón Mendi                                                              | Gala. Presentador con Ana Obregón, Norma Duval y Pedro Rollán |
| 1997                                                    | Quiero verte (Gala de presentación de la programación de TVE para 1997-1998)        | La 1 | 1                   | Jorge Horacio y José Ramón Vázquez                                                            | RTVE                                                                       | Presentador con Ana Obregón |
| 1997-1998                                               | Espejo secreto                                                                      | La 1 | 2                   | –                                                                                             | Europroducciones                                                           | Invitado. Presentado por Norma Duval, Andoni Ferreño y Pedro Rollán |
| 1997                                                    | Los villanos de Disney                                                              | La 1 | 1                   | –                                                                                             | RTVE                                                                       | Gala. Presentador |
| 1997                                                    | Especial Disney en Orlando                                                          | La 1 | 1                   | –                                                                                             | RTVE                                                                       | Gala. Presentador |
| 1997, 1999, 2001-2002 y 2004-2005                       | Murcia, ¡qué hermosa eres!                                                          | La 1 | 6                   | Lorenzo Zaragoza (1997)                                                                       | –                                                                          | Presentador con Bárbara Rey (1997), Remedios Cervantes (1999), Norma Duval (2001), Mar Flores y Anne Igartiburu (2002), Sonia Ferrer y Anne Igartiburu (2004) y Patricia Manterola, Juncal Rivero y Bárbara Rey (2005) |
| 1996                                                    | Preparando ¿Qué apostamos?                                                          | La 1 | –                   | Francesco Boserman                                                                            | Europroducciones                                                           | Presentador con Patxi Alonso y Eduardo Leiva |
| 1996                                                    | Tardes de primera                                                                   | La 1 | –                   | –                                                                                             | –                                                                          | Presentador con Concha Galán y Jose Toledo |
| 1996-2005; 2023-presente                                | Grand Prix del verano                                                               | La 1 | 132                 | Francesco Boserman, La Fragua, Valerio Boserman, Ricardo Sánchez Montero y Gabriela Ventura   | Europroducciones                                                           | Presentador con Mar Regueras (1996-1997, [26 programas]), Miriam Domínguez (1998, [13 programas]), Pilar Soto (1999, [13 programas]), Patricia Gallo y Elisa Andrea (2000, [11 programas]), Julia Alfaro (2001, [13 programas]), Oihana Etxebarría (2002-2003, [18 programas]), Yaiza Guimaré, Susana Cantos, Marta García, Susana Marca, Anastasia Mineeva, Feli Rodríguez y Kateryna Borokh (2004, [8 programas]), María Rodríguez-Vico y Vanesa Rubio (2005, [13 programas]) y Michelle Calvó (2023, [7 programas]) y Cristinini (2023-presente, [17 programas])                                                                 |
| 1996                                                    | Destino: Port Aventura                                                              | La 1 | 1                   | Jordi Solanas                                                                                 | –                                                                          | Protagonista. Reportaje |
| 1996                                                    | Especial de Nochevieja de 1995: La primera del año                                  | La 1 | –                   | –                                                                                             | RTVE                                                                       | Gala. Presentador con Ana Obregón |
| 1995, 1997-2008, 2014, 2015, 2017, 2018 y 2021-presente | Campanadas de fin de año                                                            | La 1, La 2, Canal 24 horas, Teledeporte, Clan, TVE Internacional, RNE, Radio Clásica, Radio 3, Radio 5, Radio Exterior y RTVE.es; Antena 3, Neox, Nova, Antena 3 Internacional, Onda Cero y antena3.com; Estrella Galicia en YouTube, Twitter y Facebook y Twitch de Ibai Llanos | 20                  | Miguel Cruz, Luis Martínez de Galinsoga, Ángel Redondo e Ibai Llanos                          | RTVE, Grupo Antena 3, Estrella Galicia e Ibai Llanos                       | Presentador en 1995-96, 1997-98/2006-07, 2014-15/2015-16, 2017-18 y 2023-24 en RTVE con Ana Obregón (1995-96 y 2004-05), Raffaella Carrà (1997-98), Carmen Maura (1998-99), Nuria Roca (1999-00), Paloma Lago (2000-01/2001-02/2002-03), Ricardo Gómez (2002-03), Carmen Sevilla (2003-04), Anne Igartiburu (2005-06/2006-07, 2014-15/2015-16 y 2017-18), Ana Mena (2023-24) y Jennifer Hermoso (2023-24); en Grupo Antena 3, con Anabel Alonso (2007-08) y Kira Miró (2008-09), en solitario (2018-19) y en Twitch con Ibai Llanos (2021-22/2022 Archivado el 1 de enero de 2023 en Wayback Machine.-23y Anne Igartiburu (2022-23) |
| 1995-1996                                               | Aquí jugamos todos                                                                  | La 1 | –                   | –                                                                                             | –                                                                          | Presentador |
| 1995                                                    | Cuando calienta el Sol                                                              | La 1 | 10                  | Francesco Boserman                                                                            | Europroducciones                                                           | Presentador con Jennifer Rope, Betty Liu y Virginia Chávarri (1995, [10 programas]) |
| 1995                                                    | El destino en sus manos                                                             | La 1 | 1                   | Manuel Armán                                                                                  | BocaBoca                                                                   | Invitado. Presentado por Gemma Nierga |
| 1995                                                    | En casa con Raffaella                                                               | Telecinco | 1                   | Sergio Japino                                                                                 | Europroducciones                                                           | Invitado. Presentado por Raffaella Carrà |
| 1995                                                    | Homenaje a Sevilla                                                                  | La 1 | 1                   | –                                                                                             | –                                                                          | Gala. Presentador con Ana Obregón |
| 1995                                                    | Especial de Nochevieja de 1994: Doce a las doce                                     | La 1 | 1                   | –                                                                                             | –                                                                          | Gala. Presentador con Ana Obregón |
| 1994-1995                                               | Esto es espectáculo                                                                 | La 1 | –                   | –                                                                                             | –                                                                          | Presentador con Bárbara Rey |
| 1994                                                    | Grand Slam                                                                          | Canal Nou, Canal Sur Televisión y Telemadrid | –                   | –                                                                                             | Monkey Kingdom Productions                                                 | Invitado. Presentado por Antonia Dell’Atte y Jordi Estadella |
| 1994                                                    | El desafío de los dioses                                                            | FORTA | –                   | –                                                                                             | –                                                                          | Presentador |
| 1993                                                    | Yes for Europe                                                                      | La 1 | –                   | –                                                                                             | –                                                                          | Gala. Presentador |
| 1993                                                    | Los Primeros                                                                        | La 1 | –                   | –                                                                                             | –                                                                          | Gala. Presentador |
| 1993-2000                                               | ¿Qué apostamos?                                                                     | La 1 | 97                  | Francesco Boserman                                                                            | Europroducciones                                                           | Presentador con Ana Obregón (1993-1998, [69 programas]), Concha Galán (1996, [1 programa]), Antonia Dell’Atte (1998-1999, [14 programas]) y Raquel Navamuel y Mónica Martínez (2000, [13 programas]) |
| 1993                                                    | Gala TP de Oro 1992                                                                 | La 1 | 1                   | Paco Díaz Ujados y Sergio Vidal                                                               | Videomedia                                                                 | Gala. Presentador con Assumpta Serna |
| 1993-1994                                               | ¡Hola Raffaella!                                                                    | La 1 | –                   | Sergio Japino                                                                                 | Europroducciones                                                           | Invitado. Presentado por Raffaella Carrà |
| 1992                                                    | Ahora o nunca                                                                       | La 1 | 2                   | –                                                                                             | –                                                                          | Presentador con Pastora Vega |
| 1992                                                    | Juego de niños                                                                      | La 1 | 1                   | –                                                                                             | –                                                                          | Invitado. Presentado por Javier Sardà |
| 1991-2003, 2006, 2014-2015 y 2020                       | Telepasión                                                                          | La 1 | 17                  | Pepa Martí Maqueda, Javier Montemayor, Rafael Galán, Javier Caballé Bordes y Juan Luis Iborra | RTVE y Veralia                                                             | Actuaciones entre 1991 y 2003, 2006, 2015 y 2020, como Don Ramón de Bilbao y García (1994), Pepito Grillo (1996), Ramontxu Potter (2001) y Aprendiz de mago (2002); como presentador en solitario en 1996, 2002-2003 y 2014 y con Paloma Lago y Carlos Lozano (2000-2001) |
| 1991-1993                                               | No te rías, que es peor                                                             | La 1 | –                   | Josep Maria Mainat y Toni Cruz                                                                | Gestmusic                                                                  | Presentador |
| 1991                                                    | Acompáñame                                                                          | La 1 | 1                   | Francesco Boserman y Fernando García Méndez                                                   | Europroducciones                                                           | Invitado. Gala presentada por Isabel Gemio |
| 1991                                                    | Mar a mar                                                                           | FORTA | –                   | –                                                                                             | –                                                                          | Presentador |
| 1990                                                    | La ruleta de la fortuna                                                             | Antena 3 | –                   | –                                                                                             | –                                                                          | Presentador |
| 1989-1991                                               | Tal para cual                                                                       | ETB2 | –                   | –                                                                                             | –                                                                          | Presentador |
| –                                                       | Adivina quién viene esta noche                                                      | ETB2 | –                   | –                                                                                             | –                                                                          | Coordinador |
| 1986                                                    | Txaskarrillo                                                                        | ETB2 | –                   | –                                                                                             | –                                                                          | Colaborador |

### Radio
| Año       | Programa                                       | Cadena                  | Función                                                                                          |
| --------- | ---------------------------------------------- | ----------------------- | ------------------------------------------------------------------------------------------------ |
| 2012-2015 | La tarde de Cope                               | COPE                    | Presentador                                                                                      |
| 2011-2012 | Así son las mañanas en Madrid con Ramón García | COPE                    | Presentador                                                                                      |
| 2009-2011 | Protagonistas fin de semana                    | Punto Radio             | Presentador                                                                                      |
| 2008-2009 | Siempre en domingo                             | Punto Radio             | Presentador                                                                                      |
| 2006-2008 | La tarde de Ramón García                       | Punto Radio             | Presentador                                                                                      |
| 2004-2006 | Punto en boca                                  | Punto Radio             | Presentador                                                                                      |
| 1986-1989 | La merienda                                    | Radio Euskadi           | Equipo creativo. También presenta programas musicales y colabora en otros programas de la cadena |
| 1986-1989 | Txorromorropokotalloke                         | Radio Euskadi           | Equipo creativo. También presenta programas musicales y colabora en otros programas de la cadena |
| 1984-1986 | Pequeños Principales                           | Los 40 Bilbao           | Presentador. También realiza trabajos publicitarios                                              |
| 1983-1984 | –                                              | Radio Bilbao Cadena SER | Disc-jockey                                                                                      |

### Ficción
| Año  | Título             | Canal     | Número de episodios | Dirección                                                                                           | Producción       | Notas                              |
| ---- | ------------------ | --------- | ------------------- | --------------------------------------------------------------------------------------------------- | ---------------- | ---------------------------------- |
| 2023 | 4 estrellas        | La 1      | 1                   | Luis Arribas, Manu Gómez, Álvaro Vicario, Laura Campos, Jacobo Martos, Juan Gil y Marcos H. Asensio | Good Mood        | Serie diaria. Como él mismo        |
| 2010 | Aída               | Telecinco | 1                   | Jesús Rodrigo                                                                                       | Globomedia       | Serie. Como Fantasma de la Navidad |
| 2008 | Plutón BRB Nero    | La 2      | 1                   | Álex de la Iglesia                                                                                  | DRAX Audio       | Serie. Como él mismo               |
| 2003 | Nito               | –         | –                   | Pau Fernández                                                                                       | –                | Cortometraje. Como él mismo        |
| 2002 | La verdad de Laura | La 1      | 1                   | Valerio Boserman                                                                                    | Europroducciones | Serie diaria. Como él mismo        |

### Campanadas
Ha dado las campanadas de fin de año en televisión 20 veces, 15 de ellas en TVE, dos en Antena 3, una vez en los perfiles en redes sociales de Estrella Galicia (Twitter, YouTube y Facebook) y dos en Twitch con Ibai Llanos. 
Es el único presentador que ha retransmitido las campanadas en cuatro décadas distintas, la de los 1990, 2000, 2010 y 2020. Durante este evento destaca por el uso de una capa española. Durante las campanadas de 1995/96, 1997/98 y 1998/99, llevó una capa prestada por el estilista de TVE, Pedro Ramos. Desde las campanadas de 1999/00 lleva una capa española que le compró su esposa en Capas Seseña.
Aunque inicialmente fue propuesto para presentar las campanadas de 1994-95 junto a Ana Obregón, Ramón declinó la oferta por motivos familiares, siendo finalmente sustituido por Joaquín Prat. Al año siguiente, dado el éxito cosechado por su programa ¿Qué apostamos?, TVE volvió a proponer a Ramón junto a Ana, aceptando esta vez la oferta en la que serían sus primeras campanadas (las de 1995-96). 
En esos años, no había un referente sólido en la presentación de las campanadas, y TVE solía cambiar de presentadores año tras año. En las campanadas de 1996-97, el papel de presentador recayó para la pareja formada por Concha Galán y el humorista Bermúdez. Para las campanadas de 1997-98, Ramón tampoco figuraba en los planes iniciales de la cadena pública, pues iban a ser Ana Obregón y su pareja Davor Šuker los presentadores. No obstante, la pareja declinó la propuesta a última hora, y Televisión Española tuvo que encontrar a contrarreloj presentadores para la retransmisión, tan solo una semana antes. Fue entonces cuando se propuso a Ramón para presentar dichas campanadas junto a Raffaella Carrà. Fue a partir de ese año en que Ramón se convirtió así en el referente de las Nocheviejas de la cadena pública, pues siguió narrando las campanadas hasta el año 2006, cediendo el testigo a Anne Igartiburu.
En 2007 y 2008 retransmitió las campanadas en Antena 3 junto a las actrices Anabel Alonso y Kira Miró, respectivamente.
Pasaron 6 años hasta que en 2014 volvió a ponerse al frente de las campanadas junto con Anne Igartiburu en TVE. Al año siguiente, repetiría con la presentadora vasca, para entonces parar y después de 2 años volver en 2017.
En 2018, la empresa Estrella Galicia lo fichó para ser parte de una campaña publicitaria que culminaba con la primera retransmisión de las campanadas a través de YouTube, Facebook y Twitter. Más de 15.000 usuarios se conectaron a la emisión en streaming lanzada desde las redes sociales de Estrella Galicia, superando en audiencia las emisiones de algunos canales autonómicos. Entre esos más de 15.000 usuarios conectados, cabe destacar que hubo conexiones en 49 países diferentes. Además de España, se conectaron usuarios en otros lugares del planeta como Reino Unido, México, Argentina, Alemania, Francia, Estados Unidos, Venezuela, Japón, Brasil, Chile, Australia, Noruega o Italia, entre otros países.
En 2021 presenta las campanadas con Ibai Llanos en su canal en Twitch desde las 23:30. Debido al positivo en COVID-19 de Ana Obregón, compañera de Anne Igartiburu en la retransmisión de las campanadas de fin de año 2021-22, TVE se puso en contacto con García para relevar a Obregón, pero al estar comprometido con Ibai Llanos, declinó la propuesta. Al año siguiente, Ramón García volvió a presentar las campanadas con Ibai Llanos en su canal de Twitch, pero en esta ocasión acompañado también de Anne Igartiburu.
En el tránsito de 2023 a 2024 vuelve a presentar las campanadas en TVE, esta vez en compañía de Ana Mena y Jenni Hermoso. 
| Año despedido                                                     | Año entrante                                                      | Acompañante/s                                                     | Canales | Espectadores (programa) | Espectadores (programa, con invitados) | Cuota (programa) | Cuota (programa, con invitados) | Espectadores (minuto exacto) | Espectadores (minuto exacto, con invitados) | Cuota (minuto exacto) | Cuota (minuto exacto, con invitados) |
| ----------------------------------------------------------------- | ----------------------------------------------------------------- | ----------------------------------------------------------------- | --- | ----------------------- | -------------------------------------- | ---------------- | ------------------------------- | ---------------------------- | ------------------------------------------- | --------------------- | ------------------------------------ |
| 1995                                                              | 1996                                                              | Ana Obregón                                                       | La 1, La 2, TVE Internacional, Radio 1, Radio 5 y Radio Exterior de España                                               | 8 913 000               | –                                      | 56,9%            | –                               | 9 797 000                    | –                                           | 61,6%                 | –                                    |
| 1997                                                              | 1998                                                              | Raffaella Carrà                                                   | La 1, La 2, Canal 24 horas, TVE Internacional, Radio 1, Radio 5 y Radio Exterior de España                               | 8 786 000               | –                                      | 56,2%            | –                               | 10 190 000                   | –                                           | 64,4%                 | –                                    |
| 1998                                                              | 1999                                                              | Carmen Maura                                                      | La 1, La 2, Canal 24 horas, TVE Internacional, Radio 1, Radio 5 y Radio Exterior de España                               | 7 867 000               | –                                      | 52,5%            | –                               | 8 881 000                    | –                                           | 58,0%                 | –                                    |
| 1999                                                              | 2000                                                              | Nuria Roca                                                        | La 1, La 2, Canal 24 horas, TVE Internacional, Radio 1, Radio 5 y Radio Exterior de España                               | 8 901 000               | –                                      | 59,1%            | –                               | 10 344 000                   | –                                           | 67,1%                 | –                                    |
| 2000                                                              | 2001                                                              | Paloma Lago                                                       | La 1, La 2, Canal 24 horas, TVE Internacional, Radio 1, Radio 5 y Radio Exterior de España                               | 8 708 000               | –                                      | 59,0%            | –                               | 10 416 000                   | –                                           | 68,8%                 | –                                    |
| 2001                                                              | 2002                                                              | Paloma Lago                                                       | La 1, La 2, Canal 24 horas, TVE Internacional, Radio 1, Radio 5 y Radio Exterior de España                               | 8 999 000               | –                                      | 62,7%            | –                               | 11 103 000                   | –                                           | 75,4%                 | –                                    |
| 2002                                                              | 2003                                                              | Paloma Lago y Ricardo Gómez                                       | La 1, La 2, Canal 24 horas, TVE Internacional, Radio 1, Radio 5 y Radio Exterior de España                               | 7 124 000               | –                                      | 53,1%            | –                               | 9 307 000                    | –                                           | 67,1%                 | –                                    |
| 2003                                                              | 2004                                                              | Carmen Sevilla                                                    | La 1, La 2, Canal 24 horas, TVE Internacional, Radio 1, Radio 5 y Radio Exterior de España                               | 7 175 000               | –                                      | 53,8%            | –                               | 8 729 000                    | –                                           | 63,8%                 | –                                    |
| 2004                                                              | 2005                                                              | Ana Obregón                                                       | La 1, La 2, Canal 24 horas, TVE Internacional, Radio 1, Radio 5 y Radio Exterior de España                               | 6 014 000               | –                                      | 44,2%            | –                               | 7 804 000                    | –                                           | 55,9%                 | –                                    |
| 2005                                                              | 2006                                                              | Anne Igartiburu                                                   | La 1, La 2, Canal 24 horas, TVE Internacional, Radio 1, Radio 5 y Radio Exterior de España                               | 7 241 000               | –                                      | 52,3%            | –                               | 8 700 000                    | –                                           | 61,4%                 | –                                    |
| 2006                                                              | 2007                                                              | Anne Igartiburu                                                   | La 1, La 2, Canal 24 horas, TVE Internacional, Radio 1, Radio 5 y Radio Exterior de España                               | 6 483 000               | –                                      | 50,5%            | –                               | 7 938 000                    | –                                           | 59,2%                 | –                                    |
| 2007                                                              | 2008                                                              | Anabel Alonso                                                     | Antena 3, Neox, Nova, Antena 3 Internacional, Onda Cero y antena3.com                                                    | 2 000 000               | –                                      | 14,7%            | –                               | 2 452 000                    | –                                           | 17,0%                 | –                                    |
| 2008                                                              | 2009                                                              | Kira Miró                                                         | Antena 3, Neox, Nova, Antena 3 Internacional, Onda Cero y antena3.com                                                    | 1 478 000               | –                                      | 10,5%            | –                               | 1 617 000                    | –                                           | 11,1%                 | –                                    |
| 2014                                                              | 2015                                                              | Anne Igartiburu                                                   | La 1, Canal 24 horas, TVE Internacional, Radio 1, Radio 5, Radio Exterior de España y RTVE.es                            | 5 323 000               | –                                      | 38,7%            | –                               | 6 558 000                    | –                                           | 45,8%                 | –                                    |
| 2015                                                              | 2016                                                              | Anne Igartiburu                                                   | La 1, Canal 24 horas, TVE Internacional, Radio 1, Radio 5, Radio Exterior de España y RTVE.es                            | 5 396 000               | –                                      | 40,8%            | –                               | 6 501 000                    | –                                           | 47,6%                 | –                                    |
| 2017                                                              | 2018                                                              | Anne Igartiburu                                                   | La 1, La 2, Canal 24 horas, TVE Internacional, Radio 1, Radio 5, Radio Exterior de España y RTVE.es                      | 4 609 000               | 5 774 000                              | 34,9%            | 42,4%                           | 6 747 000                    | 8 539 000                                   | 36,7%                 | 44,4%                                |
| 2018                                                              | 2019                                                              | –                                                                 | Estrella Galicia YouTube, Facebook y Twitter                                                                             | –                       | –                                      | –                | –                               | –                            | –                                           | –                     | –                                    |
| 2021                                                              | 2022                                                              | Ibai Llanos                                                       | Twitch | 337 431                 | 801 074                                | –                | –                               | –                            | –                                           | –                     | –                                    |
| 2022                                                              | 2023                                                              | Ibai Llanos y Anne Igartiburu                                     | Twitch | 179 100                 | 448 400                                | –                | –                               | –                            | –                                           | –                     | –                                    |
| 2023                                                              | 2024                                                              | Ana Mena y Jennifer Hermoso                                       | La 1, La 2, Canal 24 horas, Clan, Teledeporte, TVE Internacional, Radio 1, Radio 5, Radio Exterior de España y RTVE Play | 4 639 000               | –                                      | 31,1%            | –                               | 5 478 000                    | –                                           | 33,6%                 | –                                    |
| Total en televisión (1995, 1997-2008, 2014-2015, 2017-2018, 2023) | Total en televisión (1995, 1997-2008, 2014-2015, 2017-2018, 2023) | Total en televisión (1995, 1997-2008, 2014-2015, 2017-2018, 2023) | Total en televisión (1995, 1997-2008, 2014-2015, 2017-2018, 2023)                                                        | 5 799 000               | 2 341 000                              | 45,4%            | 42,4%                           | 7 798 000                    | 8 539 000                                   | 52,6%                 | 44,4%                                |

- Las audiencias desde 1999 a 2006 y de 2017 incluyen el simulcast con La 2; las de 2007 y 2008 con Neox y Nova; las de 2014 y 2015 con el Canal 24 horas y las de 2023 con La 2, Canal 24 horas, Clan y Teledeporte.
- Las audiencias de 2017-2018 incluyen la audiencia con invitados y sin invitados.

### Spots en televisión
- Ford Fiesta Porto.
- Hipercor.
- Viva Tours Iberia.
- K'nex.
- Viajes Marsans.
- Grupo IFA.
- Navidul.
- Estrella Galicia.

### Discografía
- Pienso en ti (1996).

## Premios

### Televisión
| TP de Oro | TP de Oro                               | TP de Oro                                                           | TP de Oro |
| Año       | Categoría                               | Programa                                                            | Resultado |
| --------- | --------------------------------------- | ------------------------------------------------------------------- | --------- |
| 1989      | Personaje más popular de ETB            | Tal para cual                                                       | Ganador   |
| 1995      | Presentador                             | ¿Qué apostamos?, Cuando calienta el Sol y Aquí jugamos todos        | Nominado  |
| 1996      | Presentador                             | Grand Prix del verano y ¿Qué apostamos?                             | Nominado  |
| 1997      | Presentador                             | Grand Prix del verano y ¿Qué apostamos?                             | Nominado  |
| 1998      | Presentador                             | La llamada de la suerte, Grand Prix del verano y ¿Qué apostamos?    | Nominado  |
| 1999      | Presentador                             | Todo en familia, Grand Prix del verano y El gran concurso del siglo | Nominado  |
| 2001      | Premio Especial Trayectoria Profesional | Premio Especial Trayectoria Profesional                             | Ganador   |
| 2003      | Presentador                             | Grand Prix del verano y Un domingo cualquiera                       | Nominado  |

| Antena de Oro | Antena de Oro | Antena de Oro         | Antena de Oro |
| Año           | Categoría     | Programa              | Resultado     |
| ------------- | ------------- | --------------------- | ------------- |
| 2002          | Televisión    | Grand Prix del verano | Ganador       |

| Premios Iris | Premios Iris                                        | Premios Iris          | Premios Iris |
| Año          | Categoría                                           | Programa              | Resultado    |
| ------------ | --------------------------------------------------- | --------------------- | ------------ |
| 1999         | Comunicador de Programas de Entretenimiento         | Todo en familia       | Nominado     |
| 2017         | Presentador/a de Programas Autonómicos              | En compañía           | Ganador      |
| 2024         | Mejor Presentador/a de Programas de Entretenimiento | Grand Prix del verano | Nominado     |

| Premios Zapping | Premios Zapping                 | Premios Zapping                         | Premios Zapping |
| Año             | Categoría                       | Programa                                | Resultado       |
| --------------- | ------------------------------- | --------------------------------------- | --------------- |
| 1997            | Presentador                     | Grand Prix del verano y ¿Qué apostamos? | Nominado        |
| 2001            | Premio Zapping del socio de TAC | Premio Zapping del socio de TAC         | Ganador         |
| 2007            | Presentador                     | ¿Sabes más que un niño de primaria?     | Nominado        |

#### Otros
- Premios ATEA (Asociación de Telespectadores de Andalucía) como mejor presentador.
- Premios TAC (Asociación de Consumidores de Medios Audiovisuales de Cataluña) como mejor presentador.
- Premios ATR (Usuarios de los Medios de Madrid) como mejor presentador.
- Premios Grupo Correo-Prensa Española en 1995 y 2002 como mejor presentador.
- Premio Iparraguirre (ETB) en 2000 como mejor presentador.[25][26]
- Premio a "la iniciativa social Castilla-La Mancha 2019" (Junta de Comunidades de Castilla-La Mancha).[27]
- Premio Joan Ramón Mainat 2024 a la trayectoria profesional (FesTVal de Vitoria).[28]

### Radio
| Premio                      | Año  | Categoría                      | Resultado |
| --------------------------- | ---- | ------------------------------ | --------- |
| Premios Protagonistas       | 2006 | Radio                          | Ganador   |
| Premios Micrófono de Oro    | 2007 | Radio                          | Ganador   |
| Premios Nacionales de Radio | 2011 | Mejor Presentador de Programas | Ganador   |
| Antena de Plata             | 2012 | Radio                          | Ganador   |